# Leandro Domingues
Leandro Domingues, właśc. Leandro Domingues Barbosa (ur. 24 sierpnia 1983 w Vitória da Conquista, zm. 1 kwietnia 2025 w Salvadorze) – brazylijski piłkarz, występujący na pozycji ofensywnego pomocnika.

## Kariera klubowa
Leandro Domingues rozpoczął piłkarską karierę w Vitórii Salvador w 2001 roku, w której grał do 2006 roku. Z klubem z Salvador zdobył trzykrotnie mistrzostwo Stanu Bahia – Campeonato Baiano w 2003, 2004 i 2005.
W 2006 przeszedł do Cruzeiro EC, z którym zdobył mistrzostwo stanu Minas Gerais – Campeonato Mineiro w 2008 roku. W połowie 2008 roku wrócił do EC Vitória. Pierwszą część 2009 roku spędził we Fluminense FC.
W 2009 roku był ponownie zawodnikiem EC Vitória. W Vitórii wystąpił w 30 spotkaniach i strzelił 8 bramek, co zaowocowało transferem do japońskiej Kashiwy Reysol w lutym 2010. Z Kashiwą awansował w 2010 do J1 League, a rok później Kashiwa jako beniaminek zdobyła mistrzostwo Japonii.

## Śmierć
Zmarł 1 kwietnia 2025. Od 2022 cierpiał na raka jądra.